# Bacterie nitrificatoare
Bacteriile nitrificatoare sunt bacterii chimioautotrofe sau chimiolitotrofe care trăiesc consumând compuși anorganici ai azotului.
Ca exemple, avem bacteriile din genurile: Nitrosomonas, Nitrosococcus, Nitrobacter, Nitrococcus. Sunt răspandite în soluri şi în ecosistemele acvatice. Prin activitatea lor, bacteriile nitrificatoare contribuie la circuitul azotului in natură. În absența acestor bacterii amoniacul ar creşte toxicitatea mediului şi o parte din azot s-ar pierde în atmosferă.